# Чувашская Решётка
Чува́шская Решётка (чув. Ӗшне, Эрӗшке) — село в составе Малохомутёрского сельского поселения Барышского района Ульяновской области.

## География
Находится у реки Решётка на расстоянии примерно 3 километров на северо-запад по прямой от северо-западной границы районного центра города Барыш.

## История
Основано в конце XVIII века выходцами из села Алинкино (чув.Аслăял).
В 1780 году, при создании Симбирского наместничества, деревня Решетка, при речке Решетке, крещеных чуваш, вошла в состав Канадейского уезда.
На 1859 год деревня Чувашская Решотка, удельных крестьян, на коммерческом тракте из г. Симбирска в г. Пензу, входило в состав 1-го стана Карсунского уезда, в 85 дворах жило: 282 муж. и 294 жен.
Во времена НЭПа, в Чувашской решётке стал развиваться частный сектор, произошло расслоение сельской общины. Несколько крестьянских семей переселилось на хутора-выселки. Выходцами из Чувашской Решётки были основаны Елховка (ныне микрорайон Барыша), посёлки Красный Барыш и Садовый.
Решением Президиума ВЦИК от 4-го апреля 1924 года были образованы новые административные единицы – сельские Советы и образовался Чувашскорешёткинский сельсовет.
На 1924 год в селе в 269 дворах жило 1338 человек, имелась школа 1-й ступени. Рядом находился посёлок Садовый.
В 1930 году здесь образовали колхоз имени В. И. Чапаева.
В 1969 году колхоз имени В. И. Чапаева объединился с колхозом имени Куйбышева (Елховка, Красный Барыш, Садовый), а также присоединил земли колхоза «Большевик» (Степановка), колхоза имени Будённого (Покровская Решётка), «Труд» (Заводской) и «Новая жизнь» (Алинкино). После объединения колхозов стал называться совхоз «Луговой» с центром в Чувашской Решётке.
В июле 2004 года через речку Решётку сдали двадцатиметровый мост.
В 2015 году основали новый храма в честь Покрова Пресвятой Богородицы. Освящён храм 27 июля 2018 года.

## Население
| 2010 |
| ---- |
| 627  |

Население составляло 750 человек в 2002 году (чуваши 59 %, русские 38%), 627 по переписи 2010 года.

## Инфраструктура
- Дом культуры. Открыт 19 августа 1968 года[12].
- В 1990-е годы работало отделение СПК «Луговой»[13].

## Транспорт
Деревня доступна автотранспортом по автодороге местного значения 73К-1430. Остановка общественного транспорта «Чувашская Решётка».
Остановочный пункт 785 км Куйбышевской железной дороги.

## Достопримечательности
Памятник воинам, погибшим в ВОВ (1970).